# جوان ميتشيل
جوان ميتشيل (بالإنجليزية: Joan Mitchell)‏ هي رسامة وفنانة أمريكية، ولدت في 12 فبراير 1925 في شيكاغو في الولايات المتحدة، وتوفيت في 30 أكتوبر 1992 في باريس في فرنسا.

## وصلات خارجية
- الموقع الرسمي
- جوان ميتشيل على موقع الموسوعة البريطانية (الإنجليزية)
- جوان ميتشيل على موقع ميوزك برينز (الإنجليزية)
- جوان ميتشيل على موقع إن إن دي بي (الإنجليزية)
- جوان ميتشيل على موقع ديسكوغز (الإنجليزية)